# Réaction de Skraup
La synthèse de Skraup est une réaction chimique utilisée pour créer des quinoléines. Elle tient son nom du chimiste tchèque Zdenko Skraup (1850-1910) qui l'a découverte en 1880. De l'aniline réagit avec du glycérol en présence d'acide sulfurique et d'un agent oxydant comme le nitrobenzène ; un chauffage à 100 °C est nécessaire,,,.
Dans cet exemple, le nitrobenzène est employé à la fois comme solvant et agent oxydant. Du sulfate ferreux peut être ajouté afin de réduire la violence de la réaction. L'arsenic ou le p-chloranile peuvent être employés à la place du nitrobenzène,.

## Mécanisme
La réaction comporte deux étapes:
1. Formation de l'acroléine: le glycérol est déshydraté en présence de d'acide sulfurique.
2. Synthèse de la quinoléine. L'acroléine réagit sur l'amine par une addition 1,4 de Michael. L'aminoaldéhyde ainsi créé opère une substitution électrophile pour aboutir à un aminoalcool bicyclique. La quinoléine est obtenue après déshydratation et oxydation.